# 1. Fußball-Club Kaiserslautern 2003-2004
Questa voce raccoglie le informazioni riguardanti il 1. Fußball-Club Kaiserslautern nelle competizioni ufficiali della stagione 2003-2004.

## Stagione
Nella stagione 2003-2004 il Kaiserslautern, allenato da Eric Gerets e Kurt Jara, concluse il campionato di Bundesliga al 15º posto. In Coppa di Germania il Kaiserslautern fu eliminato al primo turno dall'Eintracht Braunschweig. In Coppa UEFA il Kaiserslautern fu eliminato al primo turno dal Teplice.

## Rosa
| N. |                         | Ruolo | Calciatore         |
| -- | ----------------------- | ----- | ------------------ |
| 1  | Germania (bandiera)     | P     | Tim Wiese          |
| 2  | RD del Congo (bandiera) | D     | Hervé Nzelo-Lembi  |
| 3  | Camerun (bandiera)      | D     | Bill Tchato        |
| 4  | Slovenia (bandiera)     | D     | Aleksander Knavs   |
| 6  | Egitto (bandiera)       | D     | Hany Ramzy         |
| 7  | Bulgaria (bandiera)     | C     | Marian Hristov     |
| 8  | Grecia (bandiera)       | C     | Dīmītrīs Grammozīs |
| 9  | Rep. Ceca (bandiera)    | A     | Vratislav Lokvenc  |
| 10 | Brasile (bandiera)      | C     | Lincoln            |
| 11 | Germania (bandiera)     | A     | Miroslav Klose     |
| 12 | Germania (bandiera)     | P     | Reiner Schwartz    |
| 13 | Svizzera (bandiera)     | C     | Ciriaco Sforza     |
| 14 | Germania (bandiera)     | D     | Timo Wenzel        |
| 15 | Croazia (bandiera)      | C     | Nenad Bjelica      |
| 16 | Belgio (bandiera)       | D     | Stijn Vreven       |
| 17 | Francia (bandiera)      | D     | Nicolas Loison     |
| 19 | Turchia (bandiera)      | A     | Halil Altıntop     |

| N. |                                | Ruolo | Calciatore      |
| -- | ------------------------------ | ----- | --------------- |
| 20 | Portogallo (bandiera)          | C     | José Dominguez  |
| 22 | Germania (bandiera)            | A     | Christian Timm  |
| 23 | Germania (bandiera)            | C     | Thomas Riedl    |
| 24 | Finlandia (bandiera)           | C     | Mika Nurmela    |
| 25 | Germania (bandiera)            | C     | Michael Lehmann |
| 26 | Germania (bandiera)            | C     | Torsten Reuter  |
| 27 | Germania (bandiera)            | P     | Thomas Ernst    |
| 28 | Germania (bandiera)            | C     | Stefan Malz     |
| 29 | Serbia e Montenegro (bandiera) | A     | Danko Boskovic  |
| 30 | Polonia (bandiera)             | C     | Kamil Kosowski  |
| 31 | Germania (bandiera)            | P     | Jens Kern       |
| 32 | Camerun (bandiera)             | D     | Lucien Mettomo  |
| 33 | Germania (bandiera)            | C     | Patrick Wittich |
| 34 | Germania (bandiera)            | C     | Michael Berndt  |
| 36 | Croazia (bandiera)             | D     | Kristjan Glibo  |
| 37 | Germania (bandiera)            | D     | Thomas Drescher |

## Organigramma societario
Area tecnica
- Allenatore: Kurt Jara
- Allenatore in seconda: Karl-Heinz Emig, Manfred Linzmaier
- Preparatore dei portieri: Gerald Ehrmann
- Preparatori atletici:

## Calciomercato

### Sessione estiva
| Acquisti | Acquisti        | Acquisti                  | Acquisti |
| R.       | Nome            | da                        | Modalità |
| -------- | --------------- | ------------------------- | -------- |
| D        | Lucien Mettomo  | Manchester City           |          |
| A        | Halil Altıntop  | Wattenscheid 09           |          |
| P        | Thomas Ernst    | Stoccarda                 |          |
| C        | Steffen Freund  | Tottenham                 |          |
| D        | Petr Gabriel    | Teplice                   |          |
| C        | Kamil Kosowski  | Wisła Cracovia            |          |
| C        | Michael Lehmann | Kaiserslautern (juniores) |          |
| C        | Mika Nurmela    | Heerenveen                |          |
| D        | Stijn Vreven    | Utrecht                   |          |

| Cessioni | Cessioni     | Cessioni          | Cessioni |
| R.       | Nome         | da                | Modalità |
| -------- | ------------ | ----------------- | -------- |
| C        | Selim Teber  | Salisburgo        |          |
| D        | Petr Gabriel | Arminia Bielefeld |          |
| A        | Silvio Adzic | Lubecca           |          |
| C        | Mario Basler | Al-Rayyan         |          |
| D        | Harry Koch   | Eintracht Treviri |          |
| C        | Ratinho      | Guangzhou Cheng   |          |
| D        | Dajan Šimac  | Greuther Fürth    |          |

### Sessione invernale
| Acquisti | Acquisti    | Acquisti  | Acquisti |
| R.       | Nome        | da        | Modalità |
| -------- | ----------- | --------- | -------- |
| D        | Timo Wenzel | Stoccarda |          |

| Cessioni | Cessioni       | Cessioni        | Cessioni |
| R.       | Nome           | da              | Modalità |
| -------- | -------------- | --------------- | -------- |
| C        | Steffen Freund | Leicester City  |          |
| C        | Markus Anfang  | Energie Cottbus |          |

## Risultati

### Bundesliga

#### Girone di andata
| Arbitro: | Weiner |

|  |           |             |
|  | Marcatori | 43’ Schroth |

| Arbitro: | Fleischer |

|            |           |                         |
| Ebbers 38’ | Marcatori | 40’ Klose 75’ Grammozīs |

| Arbitro: | Wack |

|  |           |            |
|  | Marcatori | 67’ Micoud |

| Arbitro: | Trautmann |

|                    |           |  |
| Cacau 8’ Soldo 14’ | Marcatori |  |

| Arbitro: | Kinhöfer |

|                  |           |                         |
| Hristov 32’, 37’ | Marcatori | 21’ Coulibaly 34’ Zeyer |

| Arbitro: | Jansen |

|             |           |                           |
| Beierle 90’ | Marcatori | 5’, 52’ Hristov 48’ Klose |

| Arbitro: | Gagelmann |

|           |           |  |
| Klose 90’ | Marcatori |  |

| Arbitro: | Stark |

|                                    |           |  |
| Hashemian 49’, 83’ Madsen 60’, 90’ | Marcatori |  |

| Arbitro: | Fröhlich |

|                                            |           |  |
| Mettomo 37’ Klose 62’ (rig.), 75’ Timm 74’ | Marcatori |  |

| Arbitro: | Koop |

|                                 |           |           |
| Deisler 1’, 69’ Makaay 27’, 80’ | Marcatori | 78’ Klose |

| Kaiserslautern 2 novembre 2003, ore 17:30 CET 11ª giornata | Kaiserslautern | 0 – 0 referto | Bayer Leverkusen | Fritz-Walter-Stadion (38 582 spett.)\| Arbitro: \| Wagner \| |
| Arbitro:                                                   | Wagner         |               |                  |                                                              |

| Arbitro: | Weiner |

|                                         |           |  |
| Rydlewicz 16’ Di Salvo 22’, 33’ Max 78’ | Marcatori |  |

| Arbitro: | Kircher |

|                                |           |                             |
| Klose 47’, 68’, 79’ Tchato 77’ | Marcatori | 37’ Rafael 45’ (aut.) Knavs |

| Arbitro: | Gagelmann |

|                          |           |             |
| Carnell 46’ van Lent 69’ | Marcatori | 23’ Lincoln |

| Arbitro: | Schmidt |

|                                         |           |           |
| Baiano 23’, 54’, 56’ Schnoor 90’ (rig.) | Marcatori | 13’ Knavs |

| Arbitro: | Sippel |

|  |           |                      |
|  | Marcatori | 6’ Asamoah 85’ Agali |

| Arbitro: | Stark |

|            |           |             |
| Koller 45’ | Marcatori | 76’ Lincoln |

#### Girone di ritorno
| Arbitro: | Trautmann |

|                |           |             |
| Lauth 17’, 40’ | Marcatori | 25’ Lokvenc |

| Arbitro: | Albrecht |

|             |           |  |
| Lokvenc 24’ | Marcatori |  |

| Arbitro: | Kircher |

|                   |           |  |
| Ailton 90’ (rig.) | Marcatori |  |

| Arbitro: | Jansen |

|              |           |  |
| Dominguez 4’ | Marcatori |  |

| Arbitro: | Kemmling |

|                         |           |  |
| Tskitishvili 82’ (rig.) | Marcatori |  |

| Arbitro: | Wack |

|          |           |  |
| Malz 90’ | Marcatori |  |

| Arbitro: | Kinhöfer |

|  |           |             |
|  | Marcatori | 62’ Hristov |

| Arbitro: | Sippel |

|                  |           |                        |
| Lokvenc 55’, 64’ | Marcatori | 15’ Hashemian 44’ Wosz |

| Arbitro: | Trautmann |

|                         |           |                       |
| Rahn 30’, 70’ Romeo 46’ | Marcatori | 53’ Klose 79’ Hristov |

| Arbitro: | Fröhlich |

|  |           |                           |
|  | Marcatori | 47’ Makaay 77’ Santa Cruz |

| Arbitro: | Stark |

|                                                                     |           |  |
| Wenzel 2’ (aut.) Berbatov 21’ Lúcio 33’ França 36’, 55’ Baştürk 47’ | Marcatori |  |

| Arbitro: | Schmidt |

|                                     |           |                           |
| Bjelica 32’ Hristov 36’ Lokvenc 75’ | Marcatori | 37’, 71’ (rig.) Rydlewicz |

| Arbitro: | Kircher |

|                                     |           |  |
| Paraíba 2’ Wichniarek 16’ Bobic 24’ | Marcatori |  |

| Arbitro: | Wack |

|                         |           |                     |
| Altıntop 3’ Hristov 47’ | Marcatori | 50’ Broich 90’ Demo |

| Arbitro: | Jansen |

|                              |           |                          |
| Lokvenc 57’, 72’ Bjelica 75’ | Marcatori | 65’ Klimowicz 66’ Petrov |

| Arbitro: | Weiner |

|                                                   |           |              |
| Reuter 2’ (aut.) Sand 24’, 67’ Vermant 34’ (rig.) | Marcatori | 55’ Altıntop |

| Arbitro: | Fröhlich |

|            |           |            |
| Lokvenc 7’ | Marcatori | 71’ Koller |

### Coppa di Germania
| Arbitro: | Gräfe |

|                                              |           |           |
| Rische 22’, 67’ Mazingu-Dinzey 50’ Fuchs 89’ | Marcatori | 61’ Klose |

### Coppa UEFA
| Arbitro: | Styles |

|           |           |                     |
| Klose 58’ | Marcatori | 7’ Rezek 64’ Benčík |

| Arbitro: | Hansson |

|            |           |  |
| Benčík 71’ | Marcatori |  |

## Statistiche

### Statistiche di squadra
| Competizione      | Punti | In casa | In casa | In casa | In casa | In casa | In casa | In trasferta | In trasferta | In trasferta | In trasferta | In trasferta | In trasferta | Totale | Totale | Totale | Totale | Totale | Totale | DR  |
| Competizione      | Punti | G       | V       | N       | P       | Gf      | Gs      | G            | V            | N            | P            | Gf           | Gs           | G      | V      | N      | P      | Gf     | Gs     | DR  |
| ----------------- | ----- | ------- | ------- | ------- | ------- | ------- | ------- | ------------ | ------------ | ------------ | ------------ | ------------ | ------------ | ------ | ------ | ------ | ------ | ------ | ------ | --- |
| Bundesliga        | 39    | 17      | 8       | 5       | 4       | 25      | 19      | 17           | 3            | 1            | 13           | 14           | 43           | 34     | 11     | 6      | 17     | 39     | 62     | -23 |
| Coppa di Germania | -     | 0       | 0       | 0       | 0       | 0       | 0       | 1            | 0            | 0            | 1            | 1            | 4            | 1      | 0      | 0      | 1      | 1      | 4      | -3  |
| Coppa UEFA        | -     | 1       | 0       | 0       | 1       | 1       | 2       | 1            | 0            | 0            | 1            | 0            | 1            | 2      | 0      | 0      | 2      | 1      | 3      | -2  |
| Totale            | 39    | 18      | 8       | 5       | 5       | 26      | 21      | 19           | 3            | 1            | 15           | 15           | 48           | 37     | 11     | 6      | 20     | 41     | 69     | -28 |

### Andamento in campionato
| Giornata  | 1  | 2  | 3  | 4  | 5  | 6  | 7  | 8  | 9  | 10 | 11 | 12 | 13 | 14 | 15 | 16 | 17 | 18 | 19 | 20 | 21 | 22 | 23 | 24 | 25 | 26 | 27 | 28 | 29 | 30 | 31 | 32 | 33 | 34 |
| --------- | -- | -- | -- | -- | -- | -- | -- | -- | -- | -- | -- | -- | -- | -- | -- | -- | -- | -- | -- | -- | -- | -- | -- | -- | -- | -- | -- | -- | -- | -- | -- | -- | -- | -- |
| Luogo     | C  | T  | C  | T  | C  | T  | C  | T  | C  | T  | C  | T  | C  | T  | T  | C  | T  | T  | C  | T  | C  | T  | C  | T  | C  | T  | C  | T  | C  | T  | C  | C  | T  | C  |
| Risultato | P  | V  | P  | P  | N  | V  | V  | P  | V  | P  | N  | P  | V  | P  | P  | P  | N  | P  | V  | P  | V  | P  | V  | V  | N  | P  | P  | P  | V  | P  | N  | V  | P  | N  |
| Posizione | 18 | 16 | 16 | 18 | 17 | 13 | 11 | 13 | 11 | 12 | 12 | 13 | 12 | 14 | 14 | 15 | 15 | 16 | 15 | 16 | 15 | 17 | 14 | 12 | 12 | 13 | 15 | 15 | 14 | 15 | 14 | 15 | 15 | 15 |

Legenda:

Luogo: C = Casa; T = Trasferta. Risultato: V = Vittoria; N = Pareggio; P = Sconfitta.

### Statistiche dei giocatori
| Giocatore      | Bundesliga | Bundesliga | Bundesliga  | Bundesliga | Coppa di Germania | Coppa di Germania | Coppa di Germania | Coppa di Germania | Coppa UEFA | Coppa UEFA | Coppa UEFA  | Coppa UEFA | Totale   | Totale | Totale      | Totale     |
| Giocatore      | Presenze   | Reti       | Ammonizioni | Espulsioni | Presenze          | Reti              | Ammonizioni       | Espulsioni        | Presenze   | Reti       | Ammonizioni | Espulsioni | Presenze | Reti   | Ammonizioni | Espulsioni |
| -------------- | ---------- | ---------- | ----------- | ---------- | ----------------- | ----------------- | ----------------- | ----------------- | ---------- | ---------- | ----------- | ---------- | -------- | ------ | ----------- | ---------- |
| H. Altıntop    | 27         | 2          | 2           | 0          | 1                 | 0                 | 0                 | 0                 | 1          | 0          | 0           | 0          | 29       | 2      | 2           | 0          |
| M. Anfang      | 8          | 0          | 2           | 0          | 0                 | 0                 | 0                 | 0                 | 0          | 0          | 0           | 0          | 8        | 0      | 2           | 0          |
| M. Berndt      | 0          | 0          | 0           | 0          | 0                 | 0                 | 0                 | 0                 | 0          | 0          | 0           | 0          | 0        | 0      | 0           | 0          |
| N. Bjelica     | 20         | 2          | 9           | 0          | 1                 | 0                 | 1                 | 0                 | 0          | 0          | 0           | 0          | 21       | 2      | 10          | 0          |
| D. Boskovic    | 1          | 0          | 0           | 0          | 0                 | 0                 | 0                 | 0                 | 0          | 0          | 0           | 0          | 1        | 0      | 0           | 0          |
| J. Dominguez   | 26         | 1          | 1           | 1          | 1                 | 0                 | 0                 | 0                 | 2          | 0          | 0           | 0          | 29       | 1      | 1           | 1          |
| T. Drescher    | 11         | 0          | 0           | 0          | 0                 | 0                 | 0                 | 0                 | 0          | 0          | 0           | 0          | 11       | 0      | 0           | 0          |
| T. Ernst       | 6          | 0          | 1           | 0          | 0                 | 0                 | 0                 | 0                 | 0          | 0          | 0           | 0          | 6        | 0      | 1           | 0          |
| S. Freund      | 8          | 0          | 3           | 0          | 0                 | 0                 | 0                 | 0                 | 1          | 0          | 1           | 0          | 9        | 0      | 4           | 0          |
| K. Glibo       | 2          | 0          | 0           | 0          | 0                 | 0                 | 0                 | 0                 | 0          | 0          | 0           | 0          | 2        | 0      | 0           | 0          |
| D. Grammozīs   | 12         | 1          | 3           | 0          | 0                 | 0                 | 0                 | 0                 | 2          | 0          | 1           | 0          | 14       | 1      | 4           | 0          |
| T. Hengen      | 10         | 0          | 4           | 0          | 1                 | 0                 | 0                 | 0                 | 0          | 0          | 0           | 0          | 11       | 0      | 4           | 0          |
| M. Hristov     | 31         | 8          | 10          | 1          | 0                 | 0                 | 0                 | 0                 | 2          | 0          | 0           | 0          | 33       | 8      | 10          | 1          |
| J. Kern        | 0          | 0          | 0           | 0          | 0                 | 0                 | 0                 | 0                 | 0          | 0          | 0           | 0          | 0        | 0      | 0           | 0          |
| M. Klose       | 26         | 10         | 4           | 0          | 1                 | 1                 | 0                 | 0                 | 2          | 1          | 1           | 0          | 29       | 12     | 5           | 0          |
| A. Knavs       | 25         | 1          | 5           | 1          | 1                 | 0                 | 0                 | 0                 | 1          | 0          | 0           | 0          | 27       | 1      | 5           | 1          |
| K. Kosowski    | 23         | 0          | 1           | 0          | 1                 | 0                 | 0                 | 0                 | 2          | 0          | 0           | 0          | 26       | 0      | 1           | 0          |
| M. Lehmann     | 12         | 0          | 2           | 0          | 0                 | 0                 | 0                 | 0                 | 0          | 0          | 0           | 0          | 12       | 0      | 2           | 0          |
| C. Lincoln     | 6          | 2          | 1           | 0          | 0                 | 0                 | 0                 | 0                 | 0          | 0          | 0           | 0          | 6        | 2      | 1           | 0          |
| N. Loison      | 0          | 0          | 0           | 0          | 0                 | 0                 | 0                 | 0                 | 0          | 0          | 0           | 0          | 0        | 0      | 0           | 0          |
| V. Lokvenc     | 25         | 8          | 3           | 0          | 1                 | 0                 | 1                 | 0                 | 1          | 0          | 0           | 0          | 27       | 8      | 4           | 0          |
| S. Malz        | 16         | 1          | 6           | 1          | 0                 | 0                 | 0                 | 0                 | 0          | 0          | 0           | 0          | 16       | 1      | 6           | 1          |
| L. Mettomo     | 16         | 1          | 3           | 1          | 1                 | 0                 | 0                 | 0                 | 2          | 0          | 1           | 0          | 19       | 1      | 4           | 1          |
| M. Nurmela     | 21         | 0          | 2           | 0          | 0                 | 0                 | 0                 | 0                 | 2          | 0          | 0           | 0          | 23       | 0      | 2           | 0          |
| H. Nzelo-Lembi | 13         | 0          | 1           | 0          | 0                 | 0                 | 0                 | 0                 | 2          | 0          | 0           | 0          | 15       | 0      | 1           | 0          |
| H. Ramzy       | 1          | 0          | 0           | 0          | 0                 | 0                 | 0                 | 0                 | 0          | 0          | 0           | 0          | 1        | 0      | 0           | 0          |
| T. Reuter      | 7          | 0          | 0           | 0          | 0                 | 0                 | 0                 | 0                 | 0          | 0          | 0           | 0          | 7        | 0      | 0           | 0          |
| T. Riedl       | 21         | 0          | 11          | 0          | 1                 | 0                 | 0                 | 0                 | 1          | 0          | 1           | 0          | 23       | 0      | 12          | 0          |
| R. Schwartz    | 0          | 0          | 0           | 0          | 0                 | 0                 | 0                 | 0                 | 0          | 0          | 0           | 0          | 0        | 0      | 0           | 0          |
| C. Sforza      | 0          | 0          | 0           | 0          | 0                 | 0                 | 0                 | 0                 | 0          | 0          | 0           | 0          | 0        | 0      | 0           | 0          |
| B. Tchato      | 23         | 1          | 5           | 1          | 1                 | 0                 | 0                 | 1                 | 2          | 0          | 0           | 0          | 26       | 1      | 5           | 2          |
| C. Timm        | 6          | 1          | 1           | 0          | 0                 | 0                 | 0                 | 0                 | 2          | 0          | 1           | 0          | 8        | 1      | 2           | 0          |
| S. Vreven      | 8          | 0          | 4           | 0          | 1                 | 0                 | 0                 | 0                 | 1          | 0          | 0           | 0          | 10       | 0      | 4           | 0          |
| T. Wenzel      | 17         | 0          | 3           | 0          | 0                 | 0                 | 0                 | 0                 | 0          | 0          | 0           | 0          | 17       | 0      | 3           | 0          |
| T. Wiese       | 30         | 0          | 2           | 1          | 1                 | 0                 | 0                 | 0                 | 2          | 0          | 0           | 0          | 33       | 0      | 2           | 1          |
| P. Wittich     | 1          | 0          | 0           | 0          | 0                 | 0                 | 0                 | 0                 | 0          | 0          | 0           | 0          | 1        | 0      | 0           | 0          |